# Зрянин (хутор)
Зрянин — бывший казачий хутор в  Суровикинском районе Волгоградской области. Входит в Лысовское сельское поселение.

## География
Расположен в 90 км к западу от Волгограда. Недалеко от хутора (в 1 км) протекает река Лиска. Через хутор проходит автомобильная дорога «Новомаксимовский – Майоровский», в 4 км от хутора пересекающая 110-й километр автодороги А260.

## История
Хутор основан донскими казаками. Первые упоминания датированы XVII веком.
Хутор Зрянин, наряду с еще 32 хуторами, вплоть до 1920 года входил в Пятиизбянский юрт. Станица Пятиизбянская - одна из 16 станиц, входящих во Второй Донской округ (Область Войска Донского).
Хутор в 1837 году имел 17 дворов, в 1859 году — 19 дворов, число жителей: м.п. 37, ж.п. 23; в 1873 году – 25 дворов, м.п. 65, ж.п. 71.
Во времена своего процветания хутор Зрянин насчитывал около 5 тысяч населения, с развитым сельским хозяйством, с ремесленной школой, ратушей, храмом и зданием, похожим на средневековый замок.
Ближе к XX веку хутор начал постепенно уменьшаться, население сокращалось.
После поражения Всевеликого войска Донского в Гражданской войне, хутор Зрянин так и не оправился, почти все достопримечательности были уничтожены большевиками.
Во время Великой Отечественной войны хутор был практически стёрт с лица земли. В районе хутора велись бои: в 2011 году были обнаружены останки 14 бойцов и командиров Красной Армии. В 2012 году местный житель нашёл солдатский медальон.
Во время войны, в 1942 году, на территории хутора был немецкий концлагерь для советских военнопленных.

## Население
Население хутора - 30 человек (2002), 27 человек в 2010 году. В настоящее время размеры хутора весьма малы, насчитывается всего 4 двора, фактическое население составляет около 12 человек.

## Достопримечательности
- Памятный обелиск на месте немецкого концлагеря Советских военнопленных (июль-декабрь 1942)[5].
- Старая ратуша, от которой остались руины[6].